# 佛使比丘
佛使比丘（英語：Buddhadasa Bhikkhu，1906年5月27日—1993年7月8日），本名Nguam Panitch，泰國上座部佛教長老，著名佛教僧侶。法號「因陀般若」（Indapanno），意思是「大智慧」（Great Wisdom）。因為發願成為佛陀的侍者，而更名為佛使（Buddhadāsa），被尊稱為阿姜（Ajahn），即佛使尊者（Ajahn Buddhadāsa ）。創建「解脫自在園」（Suan Mokkha）禪修中心。

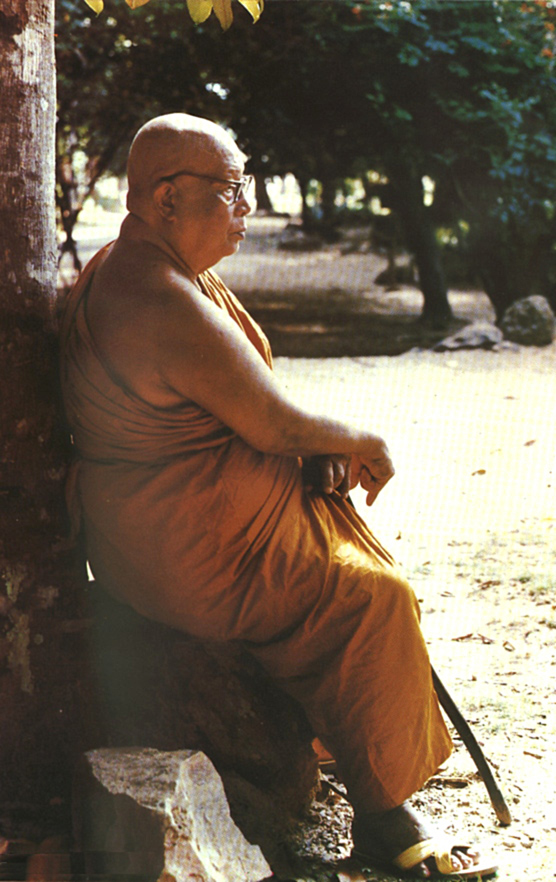
佛使比丘尊者德容

## 外部連結
- 佛使作品集 （页面存档备份，存于）